# Benjamin Bell
Benjamin Bell (Dumfries, aprile 1749 – Edimburgo, 5 aprile 1806) è stato un chirurgo scozzese.
Benjamin Bell fu il principale chirurgo scozzese del suo tempo ed il fondatore di una dinastia di chirurghi che durò per oltre un secolo. Anche i suoi due figli, George (1777-1832) e Joseph, furono chirurghi ad Edimburgo, lo stesso vale per il figlio di Joseph, il secondo Benjamin (1810-1833) e per il figlio di quest'ultimo, il secondo Joseph (1837-1911).  È proprio questo Joseph che ebbe come allievo Arthur Conan Doyle (1859-1930) e che ispirò allo stesso il personaggio di Sherlock Holmes.

## L'infanzia e gli studi
La famiglia di Bell possedeva Blackett House nel Middlebie Parish a Dumfries, una città situata nella zona sud-occidentale della Scozia. È a Dumfries che Bell riceve la prima educazione e svolge i suoi primi studi di chirurgia. È apprendista di James Hill, noto chirurgo della città.
Nel 1776 si trasferisce ad Edimburgo per conseguire gli studi di medicina sotto la tutela di Alexander Monro secondo (1733-1817), Joseph Black (1728-1799) e John Hope (1725-1786). Trova però il sistema didattico dell'Università di Edimburgo poco soddisfacente. Dopo due anni trascorsi in questa università si sposta prima a Londra, per studiare con gli Hunter, e in seguito a Parigi, dove resta solo per un breve periodo.

## Carriera professionale
Nel 1772 Bell torna ad Edimburgo, dove rimarrà per il resto della sua vita, e comincia a svolgere la professione chirurgica aprendo anche un proprio ambulatorio. In meno di un anno è nominato chirurgo della Royal Infirmary, una carica che riveste per quasi 30 anni e che gli consente di raggiungere una cospicua ricchezza. Ben presto diventa uno dei chirurghi più attivi della Scozia, non solo nella pratica, ma anche come autore. 
Nel 1779 Bell è coinvolto in una lunga controversia con John Bell (1762-1820, nessuna parentela), fratello di Charles Bell (1774-1842), iniziata con una diversità di vedute sulla frequenza dei medici alla Royal Infirmary, ma degenerata poi in insulti personali e accuse di plagio. 
Tra i vari traguardi raggiunti da Bell va menzionato il suo metodo per migliorare la qualità delle amputazioni, introducendo la “tripla incisione di Bell” cosicché il tessuto soffice potesse essere salvato per poter coprire il moncone. Cerca anche di ridurre gli strumenti usati in chirurgia. È inoltre tra i primi chirurghi a sostenere l'importanza di ridurre il dolore durante gli interventi, spesso avvalendosi di rimedi omeopatici. Si dichiara anche sostenitore dell'uso dell'oppio per lenire il dolore post-operatorio, affermando che ogni medico deve essere in grado alleviare la sofferenza dei pazienti sottoposti a pericolose operazioni chirurgiche fornendo loro il massimo sollievo.

## Opere
La sua prima importante dissertazione è “On the Chirurgical Treatment of Inflammation (1777), in cui Bell sottolinea il pericolo di far entrare dell'aria ed altri tipi di corpi estranei in ascessi di grandi dimensioni e consiglia l'uso di un filo di seta impiegato come specillo.
Nel 1778 scrive “A Treatise on the Theory and Management of Ulcers” dove include un importante classificazione delle ulcere. Il suo atteggiamento generale è quello della conservazione: in contrapposizione all'opinione medica corrente, raccomanda di salvaguardare il più possibile la cute.
La sua opera più grande ed ambiziosa è rappresentata dai sei volumi del “System of Surgery” (1782-1787), con la quale Bell consolida la sua crescente fama. È infatti molto apprezzata dai medici a lui contemporanei per la comprensività e chiarezza; Bell ammette senza difficoltà di aver incluso poche nozioni scientifiche nuove, ma asserisce di aver fatto lui stesso ogni operazione riportata nel libro, e perciò presenta solo l'essenziale. Diviene subito il libro di testo della scuola medica di Edimburgo, giungendo alla settima edizione. Oltre alla Scozia, il paese in cui quest'opera è maggiormente richiesta sono gli Stati Uniti.
Il testo scientifico più importante di Bell è rappresentato dai due volumi “A Treatise on Gonorrhoea Virulenta, and Lues Venerea” (1793). In quest'opera, basata su numerosi anni di studi sulle malattie veneree, Bell afferma che la gonorrea e la sifilide sono distinguibili clinicamente, e ripudia così l'asserzione di John Hunter (1728-1793) che siano identiche. Dimostra anche che la gonorrea non è sensibile al trattamento con mercurio.

## Gli ultimi anni
In seguito ad un incidente che pone fine alla sua carriera di medico, Bell diviene noto come latifondista dedito al miglioramento delle proprie terre. Astuto uomo d'affari, acquista numerosi appezzamenti di terra ad Edimburgo e nel Newington ed è considerato l'artefice dello sviluppo della zona. 
Scrive anche un certo numero di saggi sull'agricoltura che riportano le più recenti ricerche continentali;alcuni di questi saggi, poi riuniti in un solo volume nel 1802, sono encomiati da Adam Smith (1723-1790).
Nel 1799 pubblica altri saggi sull'imposta sul reddito e sulle leggi del grano.
Appena prima di morire, il 5 aprile 1806, costruisce per sé Newington House. Sebbene quest'abitazione fu demolita nel 1966, le strade ad essa contigue prendono il nome di Blacket Avenue e Middleby Street, in ricordo ai luoghi di Dumfries dove Bell aveva trascorso la giovinezza.